# Lluïsa d'Orleans (princesa de les Dues Sicílies)
Lluïsa d'Orleans, princesa de les Dues Sicílies (Canes 1882 - Sevilla 1958). Princesa d'Orleans amb el tractament d'altesa reial descendent de la qual és el rei Joan Carles I d'Espanya.
Nascuda a Canes el dia 24 de febrer de 1882, sent filla del príncep Felip d'Orleans i de la princesa-infanta Maria Isabel d'Orleans. Lluïsa era neta per via paterna del príncep Ferran Felip d'Orleans i de la duquessa Helena de Mecklenburg-Schwerin i per via materna ho era del príncep Antoni d'Orleans i de la infanta Lluïsa Ferranda d'Espanya.
Casada el 16 de novembre de 1907 a Wood Norton al comtat anglès de Norfolk amb el príncep Carles de Borbó-Dues Sicílies, viudu de la infanta Maria de la Mercè d'Espanya, i fill del príncep Alfons de Borbó-Dues Sicílies i de la princesa Maria Antonieta de Borbó-Dues Sicílies. La parella s'instal·là a Madrid i tingueren els següents fills:
- SAR el príncep Carles de Borbó-Dues Sicílies, nat a Madrid el 1908 i mort en acció a Elgoibar el 1936.
- SAR la princesa Maria dels Dolors de Borbó-Dues Sicílies, nada a Madrid el 1909 i morta a Madrid el 1996. Es casà amb el príncep polonès August Czartoryski i posteriorment es casà amb Carlos Chias Osorio.
- SAR la princesa Maria de la Mercè de Borbó-Dues Sicílies, nada a Madrid el 1910 i morta a Lanzarote el 2000. Es casà amb el príncep Joan d'Espanya, comte de Barcelona.
- SAR la princesa Maria de l'Esperança de Borbó-Dues Sicílies, nada a Madrid el 1914 i morta a la localitat sevillana de Villamanrique de la Condesa el 2005. Es casà el 1944 a Sevilla amb el príncep Pere Gustau del Brasil.

Lluïsa partí a l'exili italià l'any 1931 al costat del seu marit. Establerts entre Roma i Suïssa, Lluïsa no pogué tornar a Espanya fins a l'any 1939.
Des de 1939 i fins a la seva mort visqué ininterrompudament a Sevilla.